# Agapanthia dahli
Agapanthia dahli es una especie de escarabajo en la familia Cerambycidae. Se distribuye por Europa. Fue descrito por Richter en 1821.